# تارزان بی‌باک
تارزان بی‌باک (به انگلیسی: Tarzan the Fearless) یک سریال سینمایی ۱۲ قسمتی به کارگردانی رابرت ف. هیل است که در سال ۱۹۳۳ منتشر شد. این مجموعه به صورت یک فیلم بلند ۶۱ دقیقه‌ای نیز انتشار یافت.

## بازیگران
- باستر کرب در نقش «تارزان»
- جولی بیشاپ
- میشا آور
- ماتیو بتز
- فیلو مک‌کالو
- کارلوتا مونتی
- ادوارد وودز
- ادوارد الین وارن
- سیمونا بانیفیس